# 六河乡
六河乡，是中华人民共和国云南省文山壮族苗族自治州麻栗坡县下辖的一个乡镇级行政单位。

## 行政区划
六河乡下辖以下地区：
六河村、转堡村、南令村、听曼村、银厂村和营盘山村。